# بينغر هرمان
بينغر هرمان (بالإنجليزية: Binger Hermann)‏ هو محامي وسياسي أمريكي، ولد في 19 فبراير 1843 في لوناكونينغ في الولايات المتحدة، وتوفي في 15 أبريل 1926 في روزبيرغ في الولايات المتحدة. نشط حزبياً في الحزب الجمهوري. وقد انتخب عضو مجلس ولاية أوريغون وانتخب عضو مجلس نواب أوريغون وانتخب عضو مجلس النواب الأمريكي.